# In due per la vittoria
In due per la vittoria (The Cutting Edge: Going for the Gold) è un film per la televisione statunitense andato in onda il 12 marzo 2006 sul canale ABC Family.

## Trama
Jackie Dorsey è la figlia di Kate Moseley e Doug Dorsey, vincitori della medaglia d'oro alle Olimpiadi Invernali nel 1992. Cresciuta con l'ambizione di vincere la medaglia d'oro, Jackie vede i suoi sogni sfumare in seguito ad un incidente. Le cose, fortunatamente cambieranno, ma dovrà mettere da parte la sua cocciutaggine.

## Produzione
Le riprese del film sono iniziate il 6 Giugno 2005 e si sono concluse il 29 Luglio.